# بترا موتزل
بترا موتزل (بالإنجليزية: Petra Mutzel)‏ هي عالمة كمبيوتر ألمانية، وأستاذة جامعية لعلوم الكمبيوتر في جامعة دورتموند للتكنولوجيا. كانت أبحاث بترا في مجالات هندسة الخوارزميات والرسم البياني والإستمثال التوافقي.

## تعليمها وحياتها
حصلت موتزل على دبلوم في عام 1990 من جامعة أوغسبورغ، في الرياضيات مع علوم الكمبيوتر. ثم حصلت على درجة الدكتوراه في علوم الكمبيوتر من جامعة كولونيا في عام 1994 تحت إشراف مايكل جينغر وتم تأهيلها في عام 1999 من معهد ماكس بلانك للمعلوماتية. حصلت على شهادة التأهل للأستاذية في جامعة فيينا للتكنولوجيا بداية من عام 1999 قبل أن تنتقل إلى دورتموند في عام 2004.

## مساهماتها
ساهمت موتزل في العمل على التخطيط والتقليل إلى الحد الأدنى في الرسم البياني متعدد الطبقات وتفرعات SPQR وشاركت في تحرير كتاب عن الرسم البياني. كانت كل من رئيسة البرنامج والرئيس التنظيمي للندوة الدولية التاسعة حول الرسم البياني، في فيينا في عام 2001.
تتضمن مساهمات موتزل الأخرى أعمالًا على نموذج Ising وستيغانوغرافي وشتاينر. في عام 2012، شغلت منصب رئيسة لجنة البرنامج للاجتماع حول هندسة الخوارزميات والتجارب (ALENEX).